# Pogančec
Pogančec je naseljeno mjesto u Republici Hrvatskoj u Zagrebačkoj županiji. 

## Zemljopis
Administrativno je u sastavu općine Preseka. Naselje se proteže na površini od 2,76 km².

## Stanovništvo
Prema popisu stanovništva iz 2001. godine u naselju Pogančec živi 137 stanovnika i to u 39 kućanstava. Gustoća naseljenosti iznosi 49,64 st./km².
| broj stanovnika | 144   | 144   | 137   | 223   | 283   | 230   | 255   | 314   | 277   | 244   | 207   | 175   | 152   | 112   | 137   | 125   | 79    |
|                 | 1857. | 1869. | 1880. | 1890. | 1900. | 1910. | 1921. | 1931. | 1948. | 1953. | 1961. | 1971. | 1981. | 1991. | 2001. | 2011. | 2021. |

## Znamenitosti
- Crkva sv. Majke Božje Lauretanske, zaštićeno kulturno dobro